# Henrique Canto e Castro
Henrique Vaz de Canto e Castro, (Lisboa, 24 de abril de 1930 - Almada, 1 de febrero de 2005), conocido por el nombre artístico Canto e Castro, fue un actor portugués.

## Historia
Hizo su debut en la histórica compañía de los Comediantes de Lisboa en 1946, al lado de João Villaret, Assis Pacheco, António Silva, Ribeirinho (también director), entre otros. Fue distinguido por el Conservatorio Nacional de Lisboa con el premio Eduardo Brazão (1947), ingresa en el Teatro Apolo, con Laura Alves y Assis Pacheco. Luego pasó a formar parte del elenco fijo del Teatro Nacional, donde conquista el Premio de la crítica en 1964.
Es 1999 actúa en la obra el Rey Lear de Shakespeare, protagonizado por Richard Cotrell, presentado en el Teatro Nacional Doña María II. También tuvo numerosas participaciones en el radio teatro del National Broadcaster, donde se había unido a la edad de 12 años.
Además del teatro y la televisión, la carrera de Henrique Canto e Castro también transcurrió por el cine, como es el caso de su interpretación en la película de João César Monteiro O Último Mergulho (A Água); Longe da Vista de João Mário Grilo; Trafic de João Botelho; Cinco Dias Cinco Noites de José Fonseca e Costa; Manhã Submersa, de Lauro António; Capitanes de abril, de María de Medeiros; y The Murmuring Coast de Margarida Cardoso, entre otros.
Estuvo casado con la actriz Ema Paúl.

## Filmografía
- Perdeu-se um Marido (1957)
- Passagem de Nível (1965)
- Uma Vontade Maior (1967)
- Antes do Adeus (1977)
- Manhã Submersa (1980)
- Dina e Django (1981)
- A Vida É Bela?! (1982)
- Os Abismos da Meia-Noite (1984)
- A Moura Encantada (1985)
- O Desejado (1987)
- Matar Saudades (1988)
- Mensagem (1988)
- Meia Noite (1988)
- O Sangue (1989)
- President's Target (1989)
- Segno di Fuoco (1990)
- Um Passo, Outro Passo e Depois... (1991)
- Ao Fim da Noite (1991)
- O Luto de Electra (1992)
- La Gamine (1992)
- O Dia do Desespero (1992)
- O Último Mergulho (1992)
- Amor e Dedinhos de Pé (1992)
- Xavier (1992)
- Longe Daqui (1993)
- Encontros Imperfeitos (1993)
- Aqui na Terra (1993)
- Até Amanhã, Mário (1994)
- A Filha de D'Artagnan (1994)
- Três Palmeiras (1994)
- Viagem a Lisboa (1994)
- Ao Sul (1995)
- O Judeu (1995)
- Terra Estrangeira (1996)
- Cinco Dias, Cinco Noites (1996)
- A Sombra dos Abutres (1997)
- O Anjo da Guarda (1998)
- Requiem (1998)
- Tráfico (1998)
- Longe da Vista (1998)
- Jaime (1999)
- Capitanes de abril (2000)
- Palavra e Utopia (2000)
- 451 Forte (2000)
- Aparelho Voador a Baixa Altitude  (2002)
- O Fascínio (2003)
- Portugal S.A. (2004)
- Querença (2004)
- Manô (2005)
- Lavado em Lágrimas (2006)